# تروسینا (نوسینجه)
تروسینا (نوسینجه) (به لاتین: Trusina (Nevesinje)) یک منطقهٔ مسکونی در بوسنی و هرزگوین است که در Nevesinje واقع شده‌است.